# Buenaventura Villamayor
Buenaventura Villamayor (* 4. Mai 1967 in Mauban) ist ein philippinischer Schachspieler, der seit 2017 für den Schachverband von Singapur spielt.
Die philippinische Meisterschaft konnte er einmal gewinnen: 1998. Er spielte für Philippinen und Singapur bei sechs Schacholympiaden: 1994, 1998–2002, 2008 und 2018 (für Singapur). Außerdem nahm er ein Mal an den asiatischen Mannschaftsmeisterschaften (1999) teil.
Beim FIDE-Weltmeisterschaft 2000 scheiterte er in der ersten Runde an Artasches Minassjan.
Im Jahr 1998 wurde er Internationaler Meister, seit 2000 trägt er den Titel Großmeister und seit 2015 den Titel FIDE-Trainer.
| Hier fehlt eine Grafik, die leider im Moment aus technischen Gründen nicht angezeigt werden kann. Wir arbeiten daran! |